# トリオ・ソナタ
トリオ・ソナタ（英: trio sonata、独: Triosonate）は、17世紀末から18世紀初めにかけて特に人気のあった音楽形式。2つの旋律楽器と1つの通奏低音のために作曲され、3つの声部を形成するところから、「トリオ・ソナタ」 の名称がある。ただし、通奏低音は複数の奏者によって演奏される場合もあるので奏者の数が3人であるとは限らない。
旋律楽器は、ヴァイオリン2挺が多く用いられる他、リコーダー、フルート、オーボエなどの旋律楽器を各種組み合わせたものも多い。ヴィオラ・ダ・ガンバのような中低音楽器を用いた例も見られる。バッハの 《音楽の捧げもの》 の有名なトリオ・ソナタではヴァイオリンとフルートが用いられている。
またバッハは、オルガンのために6つのトリオ・ソナタを作曲し（BWV 525-530）、3つの声部を右手、左手、ペダルに割り振り、一つの楽器にまとめて演奏させている（近年では、この作品を通常のトリオ・ソナタの編成に編曲して演奏することも人気がある）。
- コレッリの作品1～作品4の48曲のトリオソナタは、殆どが2挺のヴァイオリンと通奏低音のために書かれている。これらはトリオソナタの教科書的な存在で、ヨーロッパ各国の作曲家に多大な影響を与えた。
- ブクステフーデの 《6つのトリオ・ソナタ》 作品1と 《7つのトリオ・ソナタ》 作品2は、この二つだけが作曲者の生前に出版された。
- パッヘルベルの 《音楽の歓び Musikalische Ergötzung》 は、スコルダトゥーラされた2つのヴァイオリンと通奏低音のためのトリオ・ソナタ集（6曲）である。
- ヴィヴァルディの《トリオ・ソナタ集》作品1は完全にコレッリのスタイルを踏襲している
- ゼレンカの 《ソナタ集》 ZWV181は、オーボエとファゴット、通奏低音のための曲集で、オーボエが2本使われカルテット・ソナタになることもある。ファゴットに超絶技巧が要求されるなど、難度が高い作品集である。
- テレマンは種々の楽器編成による多数のトリオ・ソナタを残しているが、そのなかでも室内楽曲集 「音楽の練習帳」 には旋律楽器＋チェンバロ＋通奏低音という編成の作品が4曲含まれている。
- バッハのトリオ・ソナタは 《音楽の捧げもの》 以外に4曲あるが（BWV 1036-1039）、偽作の疑いもある。このうち2本のフルートが旋律楽器として使われているBWV1039は、ヴィオラ・ダ・ガンバとチェンバロのためのソナタ第1番BWV1027とほぼ同じ曲である。バッハは典型的なトリオ・ソナタよりも、旋律楽器とチェンバロ（右手と左手を独立した声部として扱う）で三声部をなす形式を好んで用いた。むしろ、バッハの息子たちの方が、伝統的な通奏低音付のトリオ・ソナタやソロ・ソナタ（1つの旋律楽器＋通奏低音）を多数作曲している。

## トリオ・ソナタを書いた主な作曲家
生誕年順
- ディートリヒ・ブクステフーデ (1637-1707)
- ヨハン・パッヘルベル (1653-1706)
- アルカンジェロ・コレッリ (1653-1713) - 作品1（教会ソナタ）12曲、作品2（室内ソナタ）12曲、作品3（教会ソナタ）12曲  、作品4（室内ソナタ）12曲
- ヘンリー・パーセル (1659-1695)
- アントニオ・ロッティ (1667-1740)
- ヨハン・クリストフ・ペープシュ (1667-1752)
- アントニオ・カルダーラ (c1670-1736)
- トマゾ・アルビノーニ (1671-1751)
- ジャック・オトテール (1674-1763)
- アントニオ・ヴィヴァルディ (1678-1741)
- ヤン・ディスマス・ゼレンカ (1679-1745) - ZWV181 6曲（ヘ長調、ト短調、変ロ長調、ト短調、ヘ長調、ハ短調、1721年頃）
- ジャン＝バティスト・ルイエ（ロンドンのルイエ） (1680-1730)
- ゲオルク・フィリップ・テレマン (1681-1767)
- ヨハン・ゼバスティアン・バッハ (1685-1750)
- ゲオルク・フリードリヒ・ヘンデル (1685-1756)
- ウィレム・デ・フェッシュ (1687-1761)
- ヨハン・フリードリヒ・ファッシュ (1688-1758)
- ジュゼッペ・タルティーニ (1692-1770)
- ユーハン・ヘルミク・ルーマン (1694-1758)
- ジャン＝マリー・ルクレール (1697-1764)
- ヨハン・ヨアヒム・クヴァンツ (1697-1773)
- ウィリアム・ボイス (1711-1779)
- クリストフ・ヴィリバルト・グルック (1714-1787)
- カール・フィリップ・エマヌエル・バッハ (1714-1788)
- カール・フリードリヒ・アーベル (1723-1787)
- ドメニコ・ガロ (1739-c1768) - 12曲（第1番 ト長調、第2番 変ロ長調、第3番 ハ短調、第4番 ト短調、第5番 ハ長調、第6番 ニ長調、第7番 ト短調、第8番 変ホ長調、第9番 イ長調、第10番 ヘ長調、第11番 ニ短調、第12番 ホ長調＝以上12曲は従来ペルゴレージの作とされていた）

- ルイジ・ボッケリーニ (1743-1805)